# Phil Roberto
Phil Roberto (Niagara Falls, Ontario; 1 de enero de 1949 – Niagara Falls, 30 de abril de 2025) fue un jugador, entrenador y ejecutivo de hockey sobre hielo canadiense que jugó en la posición de ala derecha.

## Estadísticas
| 1965–66   | Niagara Falls Flyers  | OHA       | 2   | 2  | 0   | 2   | 0   | 6  | 1  | 1  | 2  | 6  |
| 1965–66   | Niagara Falls Canucks | OHA-B     | —   | —  | —   | —   | —   | —  | —  | —  | —  | —  |
| 1966–67   | Niagara Falls Flyers  | OHA       | 14  | 1  | 0   | 1   | 6   | —  | —  | —  | —  | —  |
| 1966–67   | Niagara Falls Canucks | OHA-B     | —   | —  | —   | —   | —   | —  | —  | —  | —  | —  |
| 1967–68   | Niagara Falls Flyers  | OHA       | 53  | 19 | 20  | 39  | 92  | 19 | 13 | 14 | 27 | 71 |
| 1968–69   | Niagara Falls Flyers  | OHA       | 52  | 29 | 65  | 94  | 152 | 14 | 7  | 15 | 22 | 38 |
| 1969–70   | Montreal Canadiens    | NHL       | 8   | 0  | 1   | 1   | 8   | —  | —  | —  | —  | —  |
| 1969–70   | Montreal Voyageurs    | AHL       | 54  | 20 | 19  | 39  | 160 | 8  | 3  | 1  | 4  | 19 |
| 1970–71   | Montreal Canadiens    | NHL       | 39  | 14 | 7   | 21  | 76  | 15 | 0  | 1  | 1  | 36 |
| 1970–71   | Montreal Voyageurs    | AHL       | 32  | 19 | 22  | 41  | 127 | —  | —  | —  | —  | —  |
| 1971–72   | Montreal Canadiens    | NHL       | 27  | 3  | 2   | 5   | 22  | —  | —  | —  | —  | —  |
| 1971–72   | St. Louis Blues       | NHL       | 49  | 12 | 13  | 25  | 76  | 11 | 7  | 6  | 13 | 29 |
| 1972–73   | St. Louis Blues       | NHL       | 77  | 20 | 22  | 42  | 99  | 5  | 2  | 1  | 3  | 4  |
| 1973–74   | St. Louis Blues       | NHL       | 15  | 1  | 1   | 2   | 10  | —  | —  | —  | —  | —  |
| 1973–74   | Denver Spurs          | WHL       | 8   | 5  | 4   | 9   | 40  | —  | —  | —  | —  | —  |
| 1974–75   | St. Louis Blues       | NHL       | 7   | 0  | 2   | 2   | 2   | —  | —  | —  | —  | —  |
| 1974–75   | Denver Spurs          | CHL       | 8   | 3  | 2   | 5   | 12  | —  | —  | —  | —  | —  |
| 1974–75   | Detroit Red Wings     | NHL       | 46  | 13 | 27  | 40  | 30  | —  | —  | —  | —  | —  |
| 1975–76   | Detroit Red Wings     | NHL       | 37  | 1  | 7   | 8   | 68  | —  | —  | —  | —  | —  |
| 1975–76   | Kansas City Scouts    | NHL       | 37  | 7  | 15  | 22  | 42  | —  | —  | —  | —  | —  |
| 1976–77   | Colorado Rockies      | NHL       | 22  | 1  | 5   | 6   | 23  | —  | —  | —  | —  | —  |
| 1976–77   | Cleveland Barons      | NHL       | 21  | 3  | 4   | 7   | 8   | —  | —  | —  | —  | —  |
| 1977–78   | Birmingham Bulls      | WHA       | 53  | 8  | 20  | 28  | 91  | 4  | 1  | 0  | 1  | 20 |
| Total WHA | Total WHA             | Total WHA | 53  | 8  | 20  | 28  | 91  | 4  | 1  | 0  | 1  | 20 |
| Total NHL | Total NHL             | Total NHL | 385 | 75 | 106 | 181 | 464 | 31 | 9  | 8  | 17 | 69 |

## Tras el retiro
Luego de retirarse como jugador Roberto pasó a entrenar en la ECHL a los Birmingham Bulls de 1993 a 1996.  Luego pasó a ser gerente general en la ECHL con los Columbus (Ga.) Cottonmouths por varias temporadas hasta que llegó a dirigir al equipo a mitad de la temporada 2002-03.